# Serie del Caribe 1976
La Serie del Caribe 1976 fue la séptima edición de la segunda etapa del torneo de béisbol Serie del Caribe. Se llevó a cabo en Santo Domingo, República Dominicana del 4 al 9 de febrero. La serie contó con cuatro equipos, de la República Dominicana, México, Puerto Rico y Venezuela. 
Los Naranjeros de Hermosillo, de la Liga Mexicana del Pacífico ganaron la serie dirigidos por Benjamín "Cananea" Reyes. 
El Jugador Más Valioso fue Héctor Espino el primera base de los Naranjeros de Hermosillo.

## Líderes en rubros
- Promedio de bateo: .400 - Enos Cabell, Tigres de Aragua
- Home-Runs:  7 Empatados con 1
- Carreras impulsadas: 7 - Héctor Espino, Naranjeros de Hermosillo
- Juegos Ganados (Picheo):  2 - Mark Wiley, Tigres de Aragua

## Clasificación final
| Clasificación                      |                          |   |   |      |                  |  |
|                                    | Equipo                   | G | P | AVE. | Mánager          |  |
| Bandera de México                  | Naranjeros de Hermosillo | 5 | 1 | .833 | Benjamín Reyes   |  |
| Bandera de Venezuela               | Tigres de Aragua         | 3 | 3 | .500 | Ozzie Virgil Sr. |  |
| Bandera de la República Dominicana | Águilas Cibaeñas         | 2 | 4 | .333 | Tim Murtaugh     |  |
| Bandera de Puerto Rico             | Vaqueros de Bayamón      | 2 | 4 | .333 | José Pagán       |  |

| Bandera de México                |
| Campeón Naranjeros de Hermosillo |
| Primer Título                    |

| Predecesor: San Juan 1975 | Serie del Caribe Santo Domingo 1976 | Sucesor: Caracas 1977 |

- Datos: Q6125863